# هال براون
هال براون (بالإنجليزية: Horace Brown)‏ هو عداء مسافات طويلة أمريكي، ولد في 30 مارس 1898 في مقاطعة موريس في الولايات المتحدة، وتوفي في 25 ديسمبر 1983 في هيوستن في الولايات المتحدة.

## وصلات خارجية
- هال براون على موقع أوليمبيديا (الإنجليزية)